# 황갈색피그미쌀쥐
황갈색피그미쌀쥐 또는 북부피그미쌀쥐(Oligoryzomys fulvescens)는 비단털쥐과 피그미쌀쥐속에 속하는 남아메리카 설치류이다. 멕시코 남부 지역부터 중앙아메리카를 거쳐 남아메리카에서 발견되며, 남쪽으로 페루와 브라질에서 서식한다. 피그미쌀쥐속 모식종(Oryzomys navus Bangs, 1899)을 포함하여 수많은 이명을 포함하고 있다. 이 종들 사이의 관계는 아직 풀리지않은 상태로 1종 이상을 포함하고 있는 것으로 추정하고 있다. 핵형은 2n=54~60, FNa=68~74이다.